# ديتر إيبرل
ديتر إيبرل Dieter G. Eberl (ولد في 15 أغسطس 1929 في ديتمولد) هو كاتب ألماني.
عمل إيبرل مترجما تحريريا وفوريا في مجال الصناعة. وهو يقيم منذ عام 1963 في دينسلاكن حيث عمل أمين مكتبة منذ عام 1964 وإلى جانب ذلك مشاركا في العديد من الصحف والمجلات.

## من أعماله
- الترويض 1977
- الجواد والفارس 1985